# Sólrun Løkke Rasmussen
Sólrun Løkke Rasmussen (teljes nevén Solrún Jákupsdóttir Løkke Rasmussen, Feröer, 1968. november 22.) Lars Løkke Rasmussen dán miniszterelnök feröeri felesége, tanár és dániai helyi politikus.

## Pályafutása

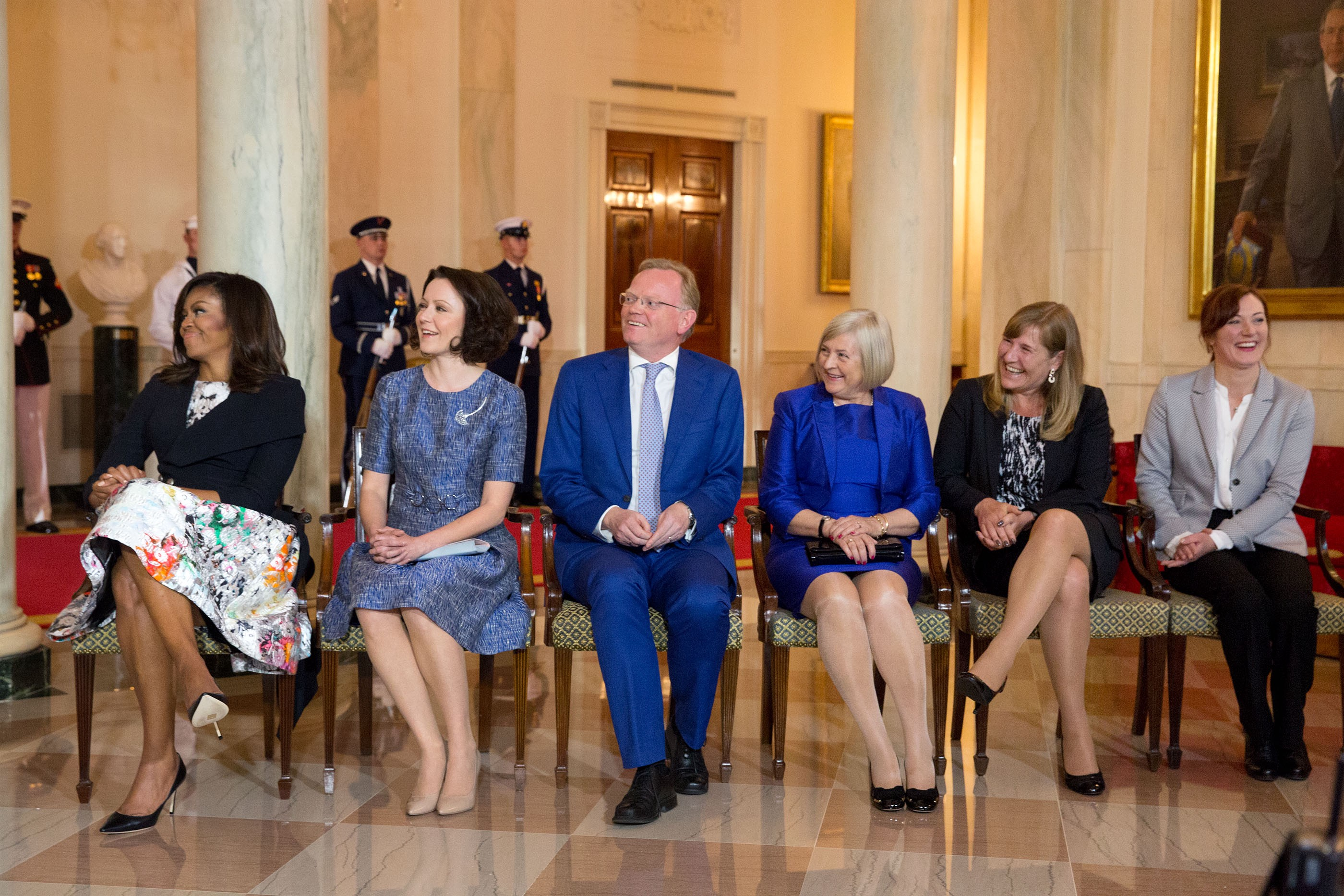
Michelle Obama és skandináv first ladyk és gentlemanek társaságában (jobbról a második)

Eredetileg azért költözött Dániába, hogy – apja példáját követve – gyermekorvosnak tanuljon. Orvosi tanulmányait azonban politikus-feleségi és családanyai teendői miatt félbehagyta, és helyette 2001 és 2005 között tanári végzettséget szerzett a Zahlens Seminariumban.
Két cikluson keresztül, 1998-tól 2005-ig Græsted-Gilleleje község tanácsának tagja volt a Venstre színeiben, és a helyi pártszervezet elnöki tisztét is betöltötte.
2005 óta a Dán Királyi Színház balettnövendékeit oktatja a színház iskolájában matematikára, fizikára, természetismeretre és angolra.

## Magánélete
1998-ban kötött házasságot Lars Løkke Rasmussennel, aki abban az évben lett a Venstre alelnöke és Frederiksborg megye polgármestere. Három gyermekük van: Bergur (1989), Lisa és Simun.
Családjában is ápolja a feröeri hagyományokat; otthon grind is kerül az asztalra, és szívesen visel feröeri népviseletet is.